# آرام‌رو لنگان
لنگ‌مرغ یا آرام‌رو لنگان (نام علمی: Aramus guarauna)، که به آن مرغ گریان نیز می‌گویند، پرنده‌ای است که به یلوه‌ها و درناها مربوط می‌شود و تنها گونه موجود در خانواده Aramidae است. بیشتر در تالاب‌های مناطق گرم قاره آمریکا، از فلوریدا تا شمال آرژانتین یافت می‌شود. از نرم‌تنان تغذیه می‌کند و رژیم غذایی آن بیشتر از حلزون‌های سیب از سردهٔ Pomacea است. نام آن از لنگیدن ظاهری آن در هنگام راه‌رفتن گرفته شده است.

## نگارخانه

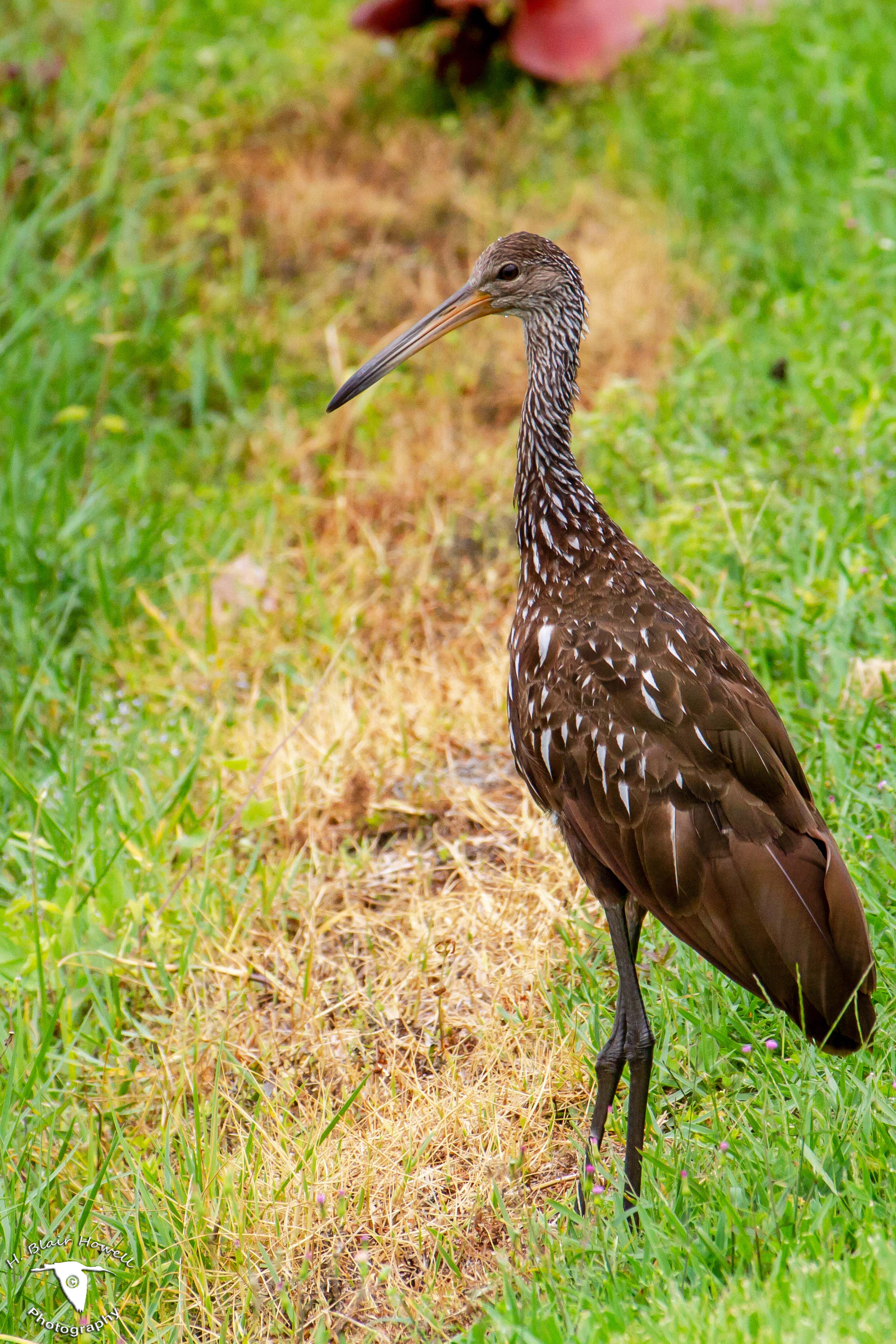
یک لنگ‌مرغ بالغ در ساحل دریاچه سیسیل در نزدیکی کیسیمی، فلوریدا راه می‌رود.
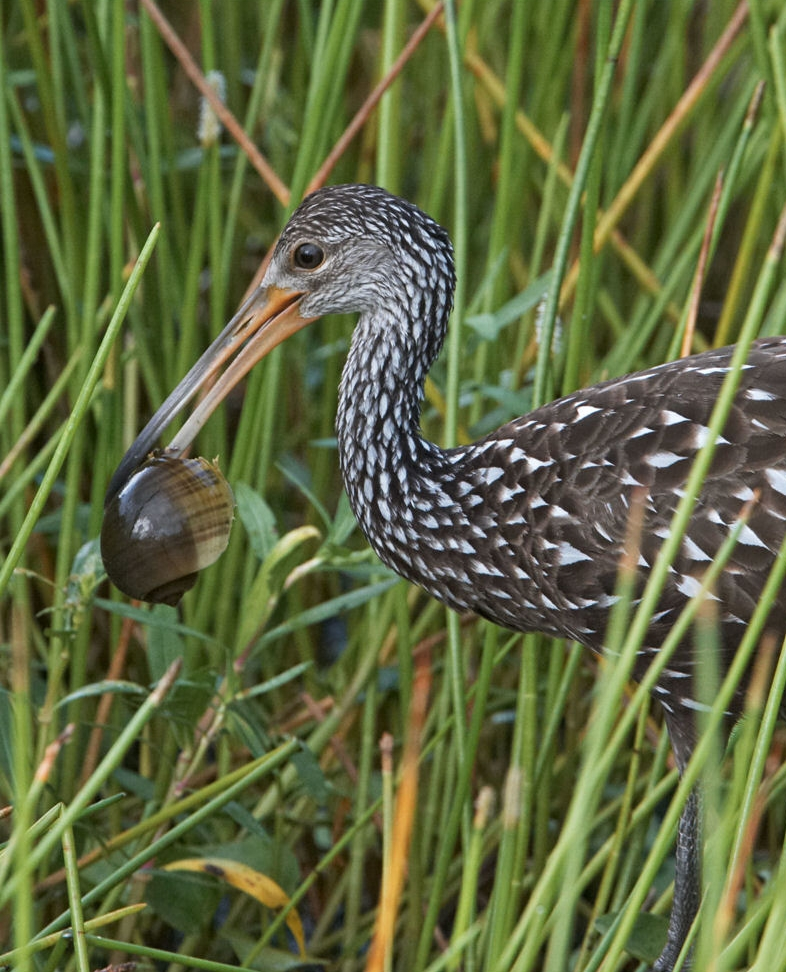
لنگ‌مرغ با حلزون سیب (Pomacea)